# Looperskapelle
Looperskapelle est un hameau appartenant à la commune néerlandaise de Schouwen-Duiveland, situé dans la province de la Zélande.
Le hameau est une ancienne seigneurie, possédant sa propre église jusqu'en 1580, où l'église fut démolie afin que les pierres servent à la construction des fortifications de Brouwershaven.
Looperskapelle fut une commune indépendante jusqu'en 1813 ; en cette année, la commune a été rattachée à la commune de Duivendijke. La mairie de Duivendijke se trouvait à Looperskapelle.